# Klaus Fuchs

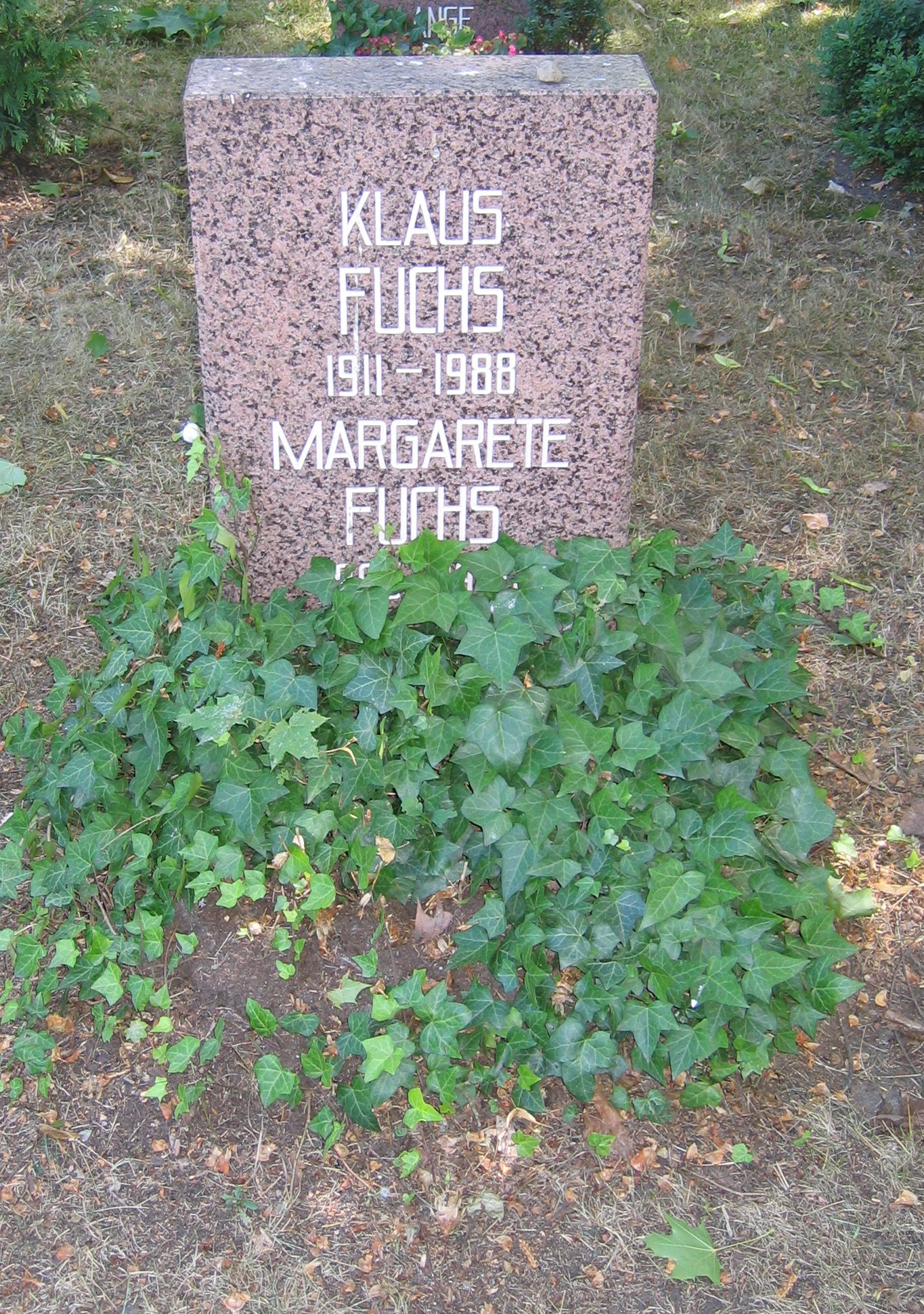
Fuchs' graf

Emil Julius Klaus Fuchs (Rüsselsheim, 29 december 1911 – Dresden, 28 januari 1988) was een Duits theoretisch natuurkundige, kernfysicus en spion voor de Sovjet-Unie.

Hij was de zoon van de toonaangevende Duitse Quaker theoloog en socialist (Religieus-Socialistische Bond en de SPD) professor Emil Fuchs.
Fuchs groeide op in Duitsland en sloot zich in 1930 aan bij de Sozialdemokratische Partei Deutschlands (SPD). Hij studeerde natuurkunde en wiskunde in Leipzig en Kiel. In 1932 trad hij toe tot de Kommunistische Partei Deutschlands (KPD). Hij zette zich in voor het antifascistisch verzet en ging ondergronds. Van 1932 tot 1933 was hij politiek voorzitter van de "Rode Studenten". Na de Rijksdagbrand van 27 februari 1933 zag Fuchs zich gedwongen om naar Groot-Brittannië uit te wijken en daar zijn studies voort te zetten. In 1937 promoveerde hij in de wiskunde en in 1938 in de natuurkunde. In 1942 werd hij tot Brits staatsburger genaturaliseerd. Van 1943 tot 1946 werkte hij voor het geheime atoombomproject in de Verenigde Staten van Amerika in Los Alamos. In 1949/1950 werd hij als agent van de Sovjet-Unie ontmaskerd. Klaus Fuchs had belangrijke informatie over Amerikaanse atoombommen en Britse atoomwapens aan de Sovjet-Unie doorgegeven, hetgeen Fuchs zag als een stabilisatie van de verhoudingen in de Koude Oorlog. Fuchs werd in 1950 tot veertien jaar gevangenisstraf veroordeeld, maar in 1959 kwam hij vrij.
In datzelfde jaar vestigde hij zich in de DDR (Oost-Duitsland) en trouwde met Grete Keilson. Hij werd er lid van de Sozialistische Einheitspartei Deutschlands (SED) en werkte voor Oost-Duitse nucleaire projecten. Vanaf 1964 was hij lid van het Centraal Comité van de SED.
In 1971 en in 1981 werd Klaus Fuchs onderscheiden met de Vaderlandse Orde van Verdienste van de DDR en in 1986 werd hij uitgeroepen tot de "Voortreffelijkste Wetenschapper van het Volk."

## Uitspraak
- “Ik ken niemand van naam die bezig is met het verzamelen van informatie voor de Russische autoriteiten. Er zijn er bij die ik persoonlijk heb gekend en die ik met mijn leven zou hebben vertrouwd.” (Fuchs)